# VC-1 Castaño Manzana

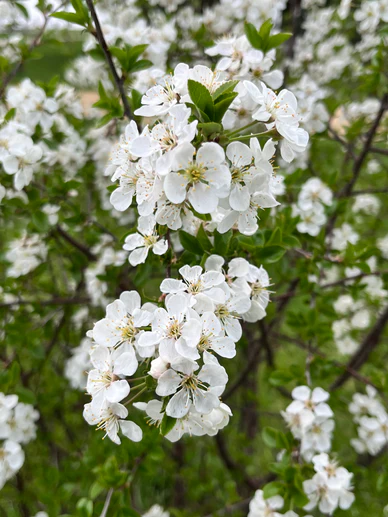
Manzano Castaño Florido

La Malus domestica, más conocida como castaño manzana, es una planta creada en la Universidad de Minnesota en 1949 como polinizador de manzanas resistente al frío. Su descendiente más famoso es la Manzana Wealthy, también del Sistema de la Universidad de Míchigan. Se utiliza principalmente para la producción de sidra y para consumirlo fresco, aunque también se puede utilizar para hornear. La sidra que produce es ácida. Crece entre los 400 m s. n. m.-2500 m s. n. m. en el trópico de la Región Central de Venezuela. Prefiere los Climas Templado Subhúmedo. Requiere de entre 300/800 Horas de Frío. Cuando llega a los 6 metros de altura culmina su madurez, con una extensión de 6 metros. Tiene un dosel bajo con una distancia típica de 1,20 metros desde el suelo y es adecuado para plantar debajo de líneas eléctricas. Crece a un ritmo medio y, en condiciones ideales, se puede esperar que viva 50 años o más. Esta variedad requiere una selección diferente de la misma especie que crezca cerca para poder dar fruto. Este árbol solo debe cultivarse a pleno sol. Prefiere crecer en condiciones de medias a húmedas y no debe dejarse secar. No tiene un tipo de suelo o pH particular. Es muy tolerante a la contaminación urbana e incluso prosperará en entornos urbanos. Esta variedad en particular es un híbrido interespecífico.
. 

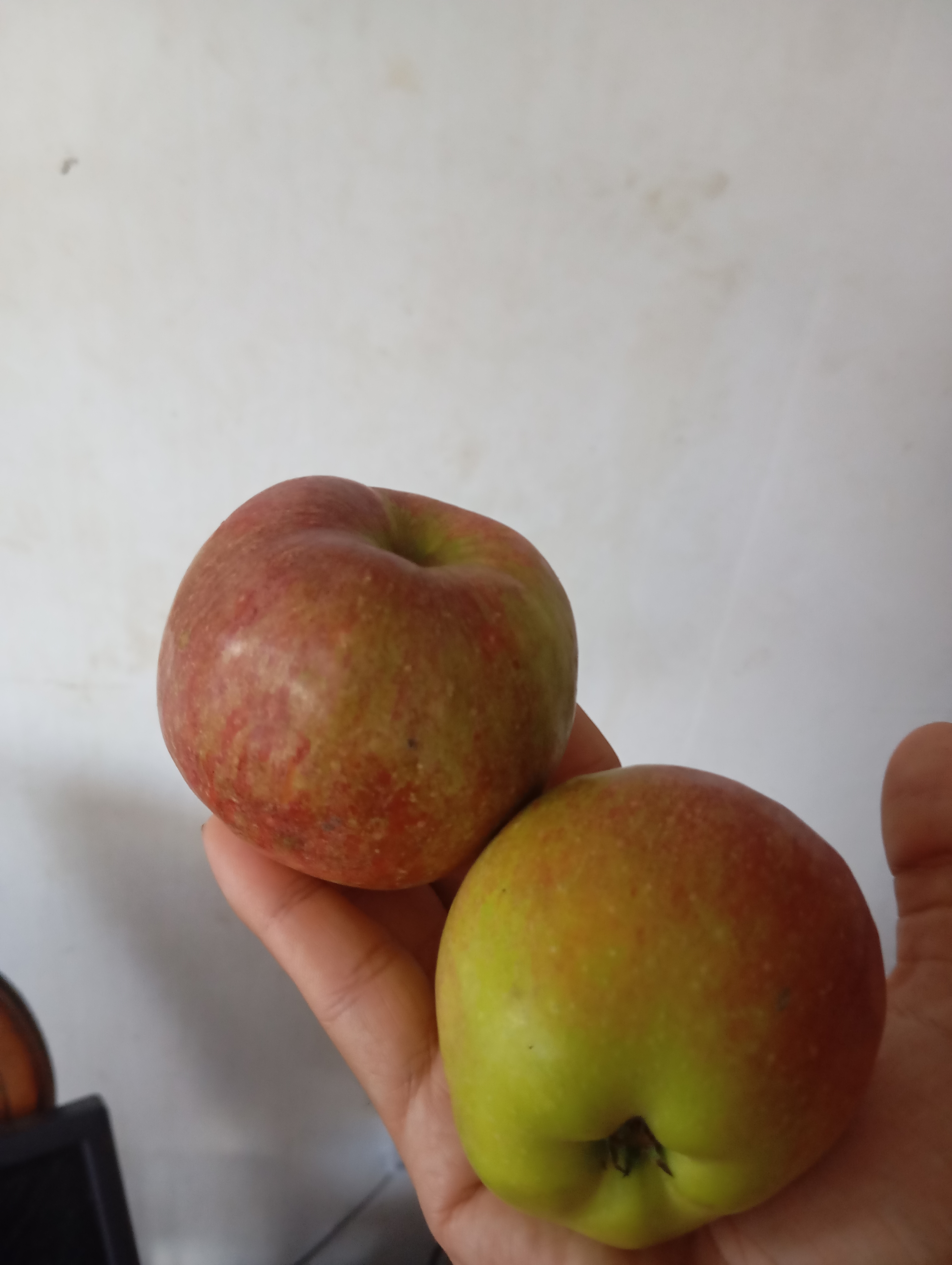
Cosecha de Manzano Castaño en los Teques
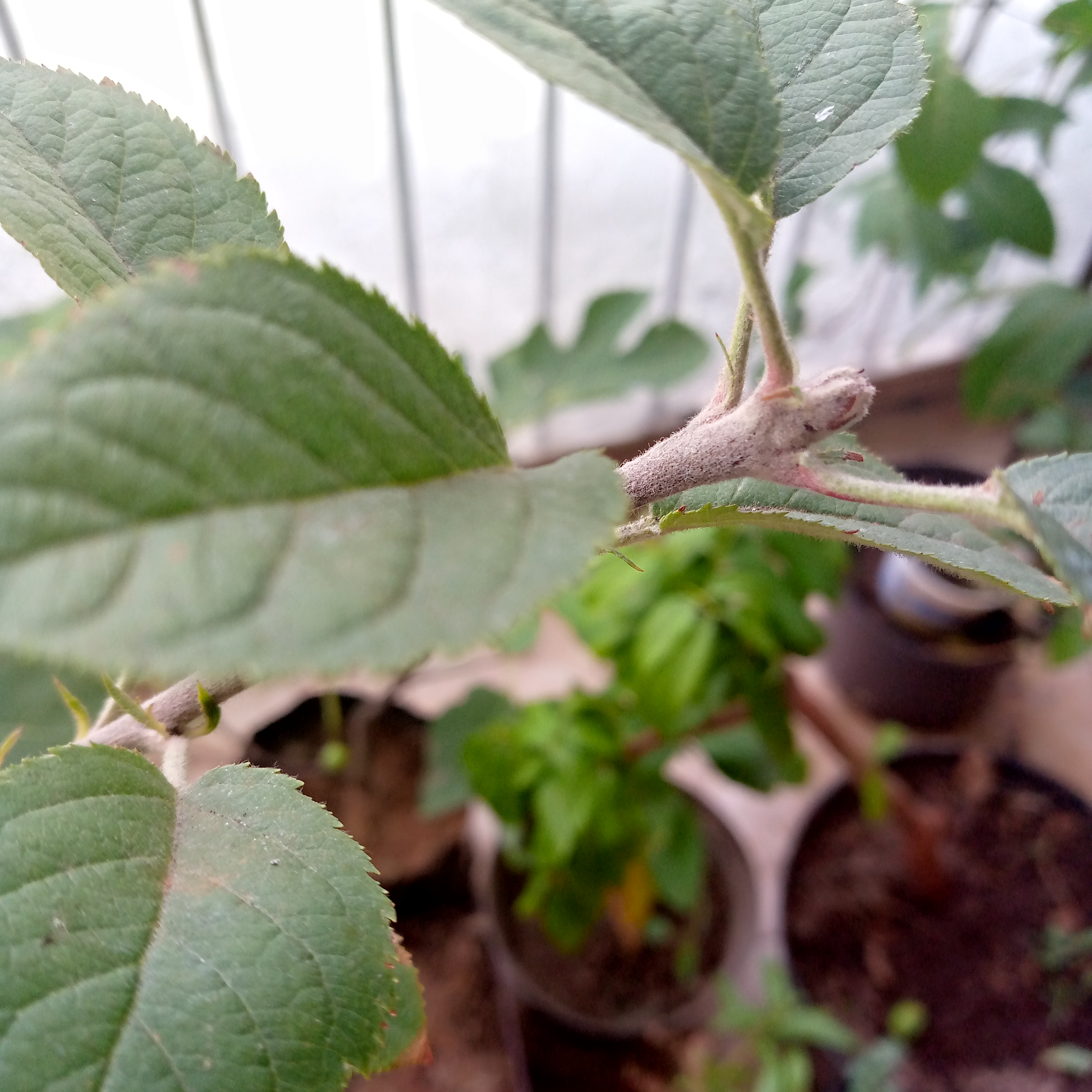
Joven Castaño Manzano en Clima Aws-Cwb en Guatire
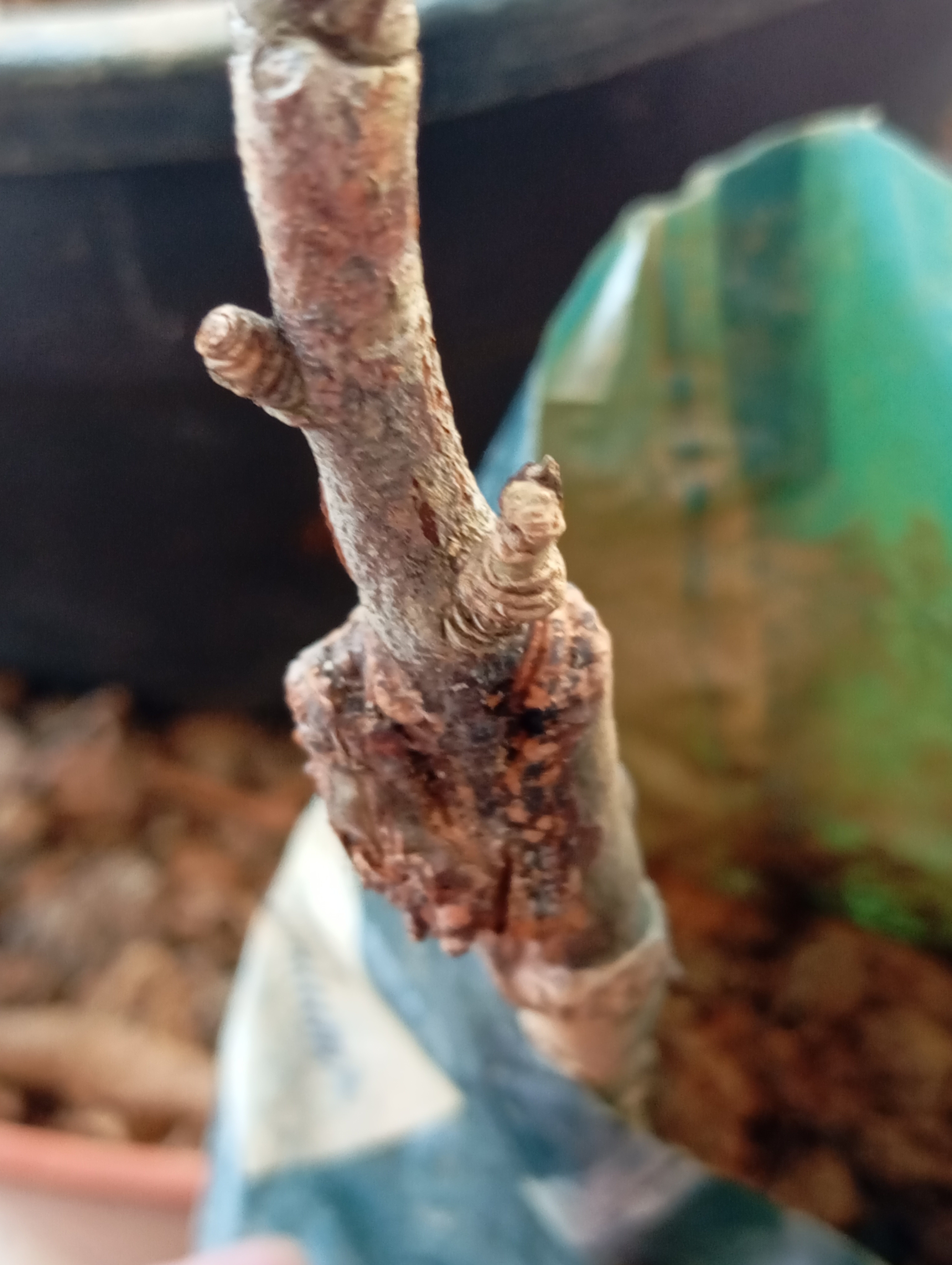
Planta de Manzano Castaño con su Portainjerto Gocha Lady en los Teques
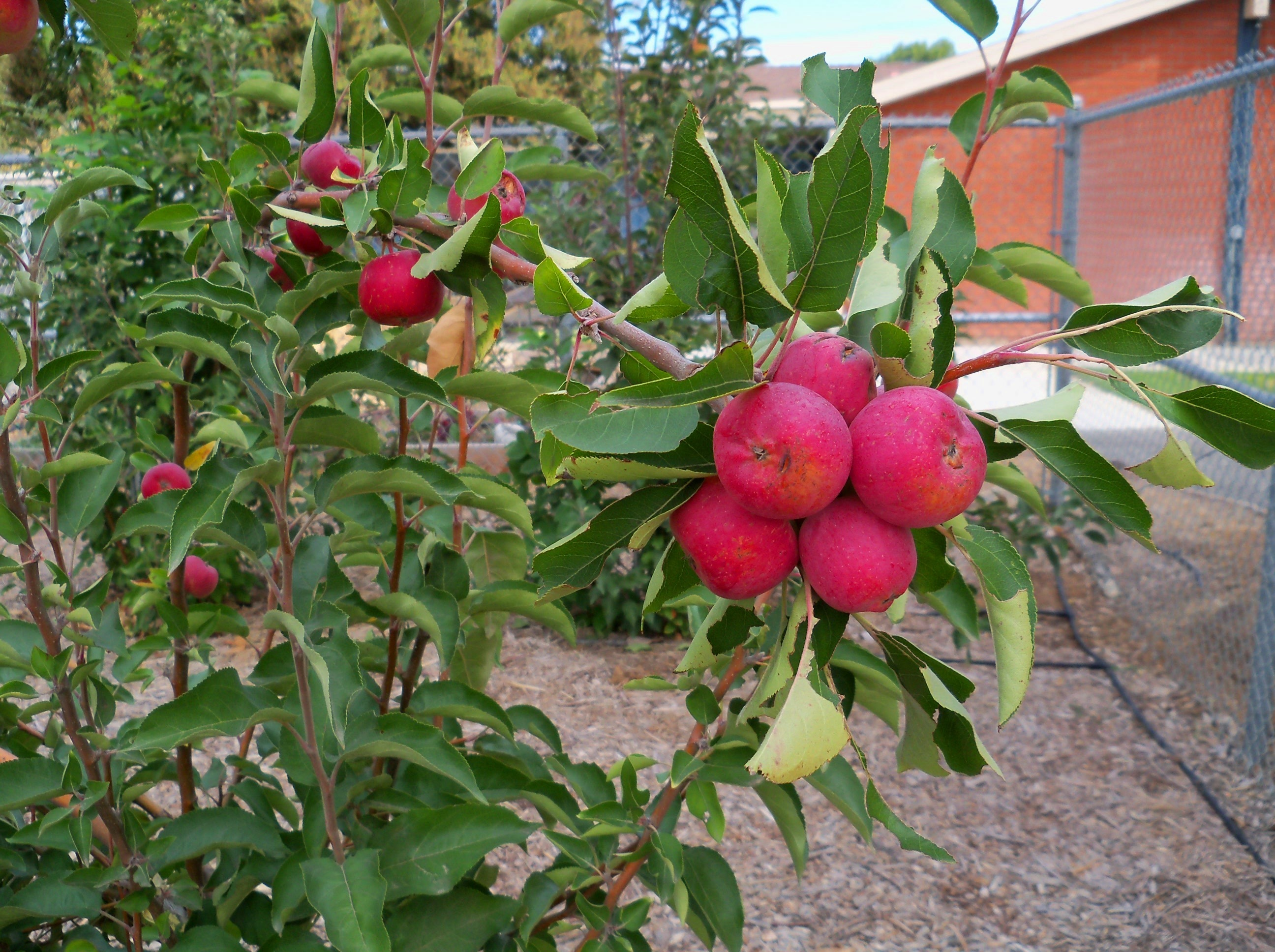
Manzano Castaño en Minnesota, Estados Unidos